# デイヴィッド・M・スミス
デイヴィッド・マーシャル・スミス（David Marshal Smith、1936年 – 2021年）は、イギリスの人文地理学者。スミスは、道徳哲学を人文地理学に導入することを試み、研究分野としての道徳地理学の展開を可能にした。スミスは引退するまで、ロンドン大学クイーン・メアリーの教授を務めていたが、それ以前にはマンチェスター大学や、アメリカ合衆国の南イリノイ大学、フロリダ大学の教員を歴任し、また、短期間ながら南アフリカ共和国のナタール大学、ウィットウォーターズランド大学、オーストラリアのニューイングランド大学でも教鞭を執った。スミスの研究アプローチに大きな影響を与えたのは、アウグスト・レッシュの『経済立地論』と、「誰が何を得るのか、いつ、いかに (who gets what, when and how)」を問題とするのが政治であるとしたハロルド・ラスウェルの議論であり、スミスはこれに人文地理学者が問う「どこで (where)」を加えたのであった。
スミスは、2009年にイギリス学士院フェローに選出された。

## おもな著書
- Smith, D. M. (1970) Industrial location : an economic geographical analysis, John Wiley & Sons
  - （西岡久雄 訳）工業立地論 理論と応用（上巻）、大明堂、1982年
  - （宮坂正治、黒田彰三 訳）工業立地論 理論と応用（下巻）、大明堂、1984年
- Smith, D. M. (1977) Human Geography: A Welfare Approach,  Edward Arnold
- Smith, D. M. (1979) Where the Grass is Greener: Living in an Unequal World, Croom Helm
  - （竹内啓一 監訳、礒部啓三 訳）不平等の地理学 -みどりこきはいずこ-、古今書院、1985年
- Smith, D. M. (1994). Geography and social justice. John Wiley & Sons
- Smith, D. M. (2000). Moral geographies: Ethics in a world of difference. Edinburgh University Press.